# Bonekinha
“Bonekinha” é uma canção da cantora e drag queen brasileira Gloria Groove, lançada em 17 de junho de 2021 pela SB Music como o primeiro single de seu segundo álbum de estúdio, Lady Leste (2022). A faixa marcou o início de uma nova fase na carreira da artista, caracterizada por uma estética mais agressiva e urbana, inspirada nas vivências da Zona Leste de São Paulo.
Com produção de Rafael Castilhol e composição assinada por Gloria Groove em parceria com outros colaboradores, “Bonekinha” mescla elementos de pop punk, funk carioca e rap, refletindo a versatilidade sonora da artista.
A música foi acompanhada de um videoclipe com visual nostálgico dos anos 2000, que faz referência a lan houses, celulares antigos e elementos da cultura pop da época.

## Lançamento
“Bonekinha” foi lançada oficialmente em 17 de junho de 2021, como o single de estreia do álbum. O anúncio da canção foi feito poucos dias antes, nas redes sociais da artista, acompanhado de imagens promocionais que já antecipavam o conceito estético da nova era, marcada por uma abordagem mais agressiva, urbana e visualmente inspirada nos anos 2000.
O lançamento incluiu simultaneamente o videoclipe oficial, dirigido por João Monteiro, que estreou no YouTube e rapidamente ganhou destaque entre os vídeos em alta da plataforma. A produção visual foi ambientada em uma lan house, com referências a jogos antigos, celulares de botão, pôsteres e figurinos que remetem à cultura pop do início dos anos 2000.
Durante a semana de estreia, Gloria Groove participou de entrevistas e promoveu a música em programas e portais de mídia digital, explicando que a canção foi pensada como “uma introdução ao universo do Lady Leste”, inspirado pela Zona Leste de São Paulo, de onde a artista é oriunda.

## Composição e produção
“Bonekinha” foi composta por Gloria Groove, Pablo Bispo, Ruxell e Sérgio Santos, equipe criativa responsável por diversos hits da música pop brasileira.
A produção musical ficou a cargo de Ruxell e Sérgio Santos, que combinaram elementos de funk carioca, pop punk e rap para criar uma sonoridade energética, urbana e híbrida — marca registrada do início da era Lady Leste. A letra da canção apresenta uma personagem empoderada, debochada e provocadora — a “bonekinha maloqueira” —, que representa tanto um alter ego de Gloria Groove quanto uma homenagem às mulheres periféricas que influenciaram sua trajetória. Em entrevistas, a cantora explicou que a faixa resgata sua identidade de origem, especialmente as vivências da Zona Leste de São Paulo.

## Antecedentes e composição
Após o sucesso de seu álbum de estreia, Affair (2019), Gloria Groove buscou renovar sua identidade artística e explorar sonoridades mais ousadas e urbanas, refletindo suas origens na Zona Leste de São Paulo. Esse movimento culminou no lançamento do single “Bonekinha”, que abriu caminho para a era Lady Leste. Além dos produtores mencionados, a canção contou com a colaboração de músicos e técnicos que contribuíram para os arranjos e a finalização da faixa, elevando o padrão de produção e colocando “Bonekinha” como uma das faixas mais ousadas e representativas da discografia de Gloria Groove até então.

## Letra e temática
A letra de “Bonekinha” apresenta uma narrativa centrada em uma personagem que mistura sensualidade, empoderamento e atitude desafiadora. Gloria Groove constrói um alter ego — a “bonekinha maloqueira e sagaz” — que representa uma figura feminina periférica, poderosa e cheia de personalidade, expressando liberdade e autoconfiança.
A canção mescla referências culturais da periferia com elementos do universo drag e queer, utilizando uma linguagem que mistura o debochado com o empoderado. Segundo entrevistas da artista, o tema é uma homenagem às mulheres que fazem parte de sua história pessoal e à força feminina que desafia padrões e estereótipos.
Críticos destacam que, apesar do tom festivo e dançante, a música carrega um forte sentido político, ao colocar em evidência identidades marginalizadas e ao reafirmar a importância da representatividade na música pop brasileira.
Além disso, o videoclipe reforça esses temas ao ambientar a personagem em cenários que remetem à cultura dos anos 2000 e à vida cotidiana da periferia, usando elementos visuais que dialogam com a estética cyberpunk e punk, simbolizando resistência e inovação.

## Recepção crítica
“Bonekinha”, primeiro single do álbum Lady Leste, foi bem recebido por sua mistura ousada de estilos e por celebrar as raízes da artista.
O jornal O Estado de S. Paulo destacou a fusão de funk, rap e pop punk, ressaltando a guitarra marcante e a estética nostálgica do videoclipe, ambientado em lan houses dos anos 2000 e referências visuais à adolescência da cantora. A Metrópoles, citando Leo Dias, afirmou que a canção representa “um pop dançante e irreverente que mistura funk com rock’n’roll”, apresentando a personagem “boneca maloqueira e sagaz” que inspirou a letra. O site PapelPop elogiou o videoclipe por sua nostalgia dos anos 2000, incluindo estética de lan house, pôsteres, celulares antigos e cenas cyberpunk — destacando que o visual complementa o conceito da música e da era Lady Leste. O portal esQrever (análise acadêmica) destacou o vídeo como um exercício de desconstrução de identidade e espaço queer, usando elementos visuais cyberpunk e punk-rock para questionar padrões de gênero, reforçando que “Bonekinha” marca um novo direcionamento sonoro e estético para a artista.
Em coletiva, Gloria Groove explicou que “Bonekinha” serve como porta de entrada da nova fase Lady Leste, mesclando pop rock com funk e resgatando as origens da Zona Leste de SP, usando um alter ego que representa a “boneca que eu gostaria de ser” e homenageia as mulheres da sua história. A Quem reforçou a potência drag demonstrada em “Bonekinha”, elogiando o retorno de cores e figurinos marcantes na era Lady Leste, bem como a mistura de funk, rock e trap, e chamou a faixa de “bonequinha pesadona, mandrake, folgadona”, evidenciando uma identidade forte e empoderada.

## Desempenho comercial
“Bonekinha” teve uma recepção positiva no mercado brasileiro, consolidando-se rapidamente nas plataformas digitais de streaming. A faixa entrou nas principais playlists de funk e pop nas plataformas como Spotify e Deezer, alcançando posições de destaque no Brasil.
No Spotify Brasil, a música figurou entre as faixas mais tocadas durante as semanas seguintes ao lançamento, ajudando a impulsionar a divulgação do álbum Lady Leste.

## Apresentações ao vivo
Groove cantou a música pela primeira vez em 26 de junho de 2021 no Festival do Orgulho. Em 28 de junho, Groove performou a música no TVZ. Em 27 de julho, Groove performou a música na oitava temporada do Música Boa Ao Vivo. Em 28 de agosto, Groove performou a música no Programa Raul Gil. Em 21 de outubro, Groove performou a música no Encontro com Fátima Bernardes. Em 1 de janeiro de 2022, Groove performou a canção no Altas Horas. Em 4 de março, Groove performou a canção na vigésima segunda temporada do Big Brother Brasil. Em 15 de agosto de 2022, Groove performou a canção no Criança Esperança. Em 18 de outubro, Groove performou a canção no Prêmio Multishow de Música Brasileira 2022.

## Histórico de lançamento
| Região | Data                | Formato(s)                 | Gravadora(s) | Ref.   |
| ------ | ------------------- | -------------------------- | ------------ | ------ |
| Várias | 17 de junho de 2021 | Download digital streaming | SB Music     | [ 20 ] |